# Arley Arias García
Pour les articles homonymes, voir Arias et García.
Le P. Arley Arias García (1972-2002), prêtre catholique colombien, président de la Commission locale pour la paix, ayant sauvé la vie de gens menacés par les paramilitaires, tentant de renouer des négociations entre les paramilitaires et les rebelles, a été tué lors d'une embuscade à Florencia en Colombie le 18 janvier 2002 à l'âge de 30 ans, quatre jours après celui d'un autre prêtre, Guillermo Corraéles Bedoya, 41 ans, retrouvé poignardé à Medellin.
Selon un rapport au Sénat américain, les autorités colombiennes n'ont pas présenté les conclusions de leur enquête et n'ont procédé à aucune arrestation.

## Sources et liens externes
- El Tiempo, « Asesinan sacerdote en Samaná », 19 janvier 2002.
- Annual report, international religious freedom, United States Senate, 2006, p. 135.